# Campeonato Africano de Taekwondo de 2016
El X Campeonato Africano de Taekwondo se celebró en Puerto Saíd (Egipto) en 2016 bajo la organización de la Unión Africana de Taekwondo.
En total se disputaron en este deporte dieciséis pruebas diferentes, ocho masculinas y ocho femeninas.

## Resultados

### Masculino
| Evento | Oro                                 | Plata                        | Bronce                                                  |
| ------ | ----------------------------------- | ---------------------------- | ------------------------------------------------------- |
| –54 kg | Moad Nabil · Egipto                 | Mohamed Grami Túnez          | Yusef Jalfalá Argelia Moustapha Kama Senegal            |
| –58 kg | Yusef Shriha Libia                  | Omar Gonim · Egipto          | Hedi Nefati Túnez Adama Ballo Mali                      |
| –63 kg | Wahid Briki Túnez                   | Yusef Ali · Egipto           | Edwin Samson Nigeria Oumar Sissoko Mali                 |
| –68 kg | Gofran Zaki · Egipto                | Mohamed Bulanuar Marruecos   | Samba Niang Mali Georges Kobenan Costa de Marfil        |
| –74 kg | Ismaël Coulibaly Mali               | Seif Isa · Egipto            | Anicet Kassi Costa de Marfil Saifedin Trabelsi Túnez    |
| –80 kg | Cheick Sallah Cissé Costa de Marfil | Gorame Kare Senegal          | Yasin Budiab Marruecos Yoira Junior Gabón               |
| –87 kg | Yasin Trabelsi Túnez                | Seydou Gbane Costa de Marfil | Abdelrahman Gohari · Egipto · Nuredin Ziani · Marruecos |
| +87 kg | Abdou Issoufou Amadou Níger         | Anthony Obame Gabón          | Mohsen Bukercha Argelia Toumani Diabaté Mali            |

### Femenino
| Evento | Oro                         | Plata                                    | Bronce                                                    |
| ------ | --------------------------- | ---------------------------------------- | --------------------------------------------------------- |
| –46 kg | Fadia Farhani Túnez         | Bouma Ferimata Coulibaly Costa de Marfil | Delphine Uwababyeyi Ruanda Sondess Ben Tahar Argelia      |
| –49 kg | Nur Abdelsalam · Egipto     | Sanaa Atabrur Marruecos                  | Rosa Keleku R. D. del Congo Ikram Dahri Túnez             |
| –53 kg | Radwa Reda · Egipto         | Naima Bakal Marruecos                    | Awa Ouattara Costa de Marfil Chinazum Nwosu Nigeria       |
| –57 kg | Hedaya Malak · Egipto       | Hakima El-Meslahi Marruecos              | Suhila Smaili Argelia Aline Ndacyayisenga Ruanda          |
| –62 kg | Ruth Gbagbi Costa de Marfil | Sukaina El-Auni Marruecos                | Rewan Refaei · Egipto · Gradie Kamuanya · R. D. del Congo |
| –67 kg | Seham El-Sawalhy · Egipto   | Urgence Mouega Gabón                     | Aziza Kabli Marruecos Nadège N’dri Costa de Marfil        |
| –73 kg | Maisun Tolba · Egipto       | Mamina Koné Costa de Marfil              | Linda Azedin Argelia Chaima Kriem Marruecos               |
| +73 kg | Wiam Dislam Marruecos       | Epiphane Madjussem Chad                  | Ariana Santos Cabo Verde Assenoone Nang Gabón             |

## Medallero
| Núm. | País            | Oro | Plata | Bronce | Total |
| ---- | --------------- | --- | ----- | ------ | ----- |
| 1    | Egipto          | 7   | 3     | 2      | 12    |
| 2    | Túnez           | 3   | 1     | 3      | 7     |
| 3    | Costa de Marfil | 2   | 3     | 4      | 9     |
| 4    | Marruecos       | 1   | 5     | 4      | 10    |
| 5    | Mali            | 1   | 0     | 4      | 5     |
| 6    | Libia           | 1   | 0     | 0      | 1     |
| 6    | Níger           | 1   | 0     | 0      | 1     |
| 8    | Gabón           | 0   | 2     | 2      | 4     |
| 9    | Senegal         | 0   | 1     | 1      | 2     |
| 10   | Chad            | 0   | 1     | 0      | 1     |
| 11   | Argelia         | 0   | 0     | 5      | 5     |
| 12   | Nigeria         | 0   | 0     | 2      | 2     |
| 12   | R. D. del Congo | 0   | 0     | 2      | 2     |
| 12   | Ruanda          | 0   | 0     | 2      | 2     |
| 15   | Cabo Verde      | 0   | 0     | 1      | 1     |
|      | TOTAL           | 16  | 16    | 32     | 64    |